# Pedro Ferrer
Pedro Ferrer Mula (1908 - data de morte desconhecida) foi um futebolista cubano. 

## Carreira
Pedro Ferrer fez parte do elenco da histórica Seleção Cubana de Futebol que disputou a Copa do Mundo de 1938.

## Ligações Externas
- Perfil em Fifa.com (em inglês)